# Agathis flavescens
Agathis flavescens är en barrträdart som beskrevs av Henry Nicholas Ridley. Agathis flavescens ingår i släktet Agathis och familjen Araucariaceae. IUCN kategoriserar arten globalt som sårbar. Inga underarter finns listade i Catalogue of Life.